# Mistrzostwa Świata w Lekkoatletyce 2015 – sztafeta 4 × 100 m kobiet
Sztafeta 4 × 100 metrów kobiet – jedna z konkurencji biegowych drużynowych rozgrywanych podczas lekkoatletycznych mistrzostw świata na Stadionie Narodowym w Pekinie.
Tytuł mistrzowski obroniły Jamajki.

## Terminarz
| Data        | Godzina |            |
| ----------- | ------- | ---------- |
| 29 sierpnia | 12:00   | Eliminacje |
| 29 sierpnia | 20:50   | Finał      |

## Rekordy
Tabela prezentuje rekord świata, rekordy poszczególnych kontynentów, mistrzostw świata, a także najlepszy rezultat na świecie w sezonie 2015 przed rozpoczęciem mistrzostw.
|                            | Zawodnik                                                                                | Wynik | Miejsce     | Data                      |
| -------------------------- | --------------------------------------------------------------------------------------- | ----- | ----------- | ------------------------- |
| Rekord świata              | Stany Zjednoczone · (Tianna Madison, Allyson Felix, Bianca Knight, Carmelita Jeter)     | 40,82 | Londyn      | 10 sierpnia 2012(dts)     |
| Rekord mistrzostw świata   | Jamajka · (Carrie Russell, Kerron Stewart, Schillonie Calvert, Shelly-Ann Fraser-Pryce) | 41,29 | Moskwa      | 18 sierpnia 2013(dts)     |
| Listy światowe             | Stany Zjednoczone · (English Gardner, Allyson Felix, Jenna Prandini, Kaylin Whitney)    | 41,96 | Fontvieille | 17 lipca 2015(dts)        |
| Rekord Afryki              | Nigeria · (Beatrice Utondu, Faith Idehen, Christy Opara-Thompson, Mary Onyali-Omagbemi) | 42,69 | Barcelona   | 7 sierpnia 1992(dts)      |
| Rekord Azji                | Chiny · (Xiao Lin, Li Yali, Liu Xiaomei, Li Xuemei)                                     | 42,23 | Szanghaj    | 23 października 1997(dts) |
| Rekord Ameryki Północnej   | Stany Zjednoczone · (Tianna Madison, Allyson Felix, Bianca Knight, Carmelita Jeter)     | 40,82 | Londyn      | 10 sierpnia 2012(dts)     |
| Rekord Ameryki Południowej | Brazylia · (Evelyn dos Santos, Ana Cláudia Silva, Franciela Krasucki, Rosângela Santos) | 42,29 | Moskwa      | 18 sierpnia 2013(dts)     |
| Rekord Europy              | NRD · (Silke Gladisch, Sabine Rieger, Ingrid Auerswald, Marlies Göhr)                   | 37,73 | Canberra    | 6 października 1985(dts)  |
| Rekord Australii i Oceanii | Australia · (Rachael Massey, Suzanne Broadrick, Jodi Lambert, Melinda Gainsford-Taylor) | 42,99 | Polokwane   | 18 marca 2000(dts)        |

## Minima kwalifikacyjne
Aby zakwalifikować się do mistrzostw, należało znaleźć się w ósemce najlepszych sztafet zawodów 2014 roku lub ośmiu najlepszych sztafet na światowych listach według rankingu czasów (zaliczano wyniki uzyskane w okresie od 1 stycznia 2014 do 10 sierpnia 2015).

## Rezultaty

### Eliminacje
Awans: Pierwsze trzy z każdego biegu (Q) i dwie z najlepszymi czasami wśród przegranych.
| Pozycja | Bieg | Tor | Państwo                  | Zawodniczki                                                                      | Czas  | Uwagi |
| ------- | ---- | --- | ------------------------ | -------------------------------------------------------------------------------- | ----- | ----- |
| 1.      | 1    | 6   | Jamajka                  | Sherone Simpson, Natasha Morrison, Kerron Stewart, Shelly-Ann Fraser-Pryce       | 41,84 | Q,    |
| 2.      | 2    | 8   | Stany Zjednoczone        | English Gardner, Allyson Felix, Jenna Prandini, Jasmine Todd                     | 42,00 | Q     |
| 3.      | 2    | 7   | Trynidad i Tobago        | Kelly-Ann Baptiste, Michelle-Lee Ahye, Reyare Thomas, Khalifa St. Fort           | 42,24 | Q,    |
| 4.      | 2    | 9   | Holandia                 | Nadine Visser, Dafne Schippers, Naomi Sedney, Jamile Samuel                      | 42,32 | Q,    |
| 5.      | 1    | 5   | Wielka Brytania          | Asha Philip, Jodie Williams, Bianca Williams, Desiree Henry                      | 42,48 | Q,    |
| 6.      | 1    | 8   | Kanada                   | Crystal Emmanuel, Kimberly Hyacinthe, Isatu Fofanah, Khamica Bingham             | 42,60 | Q,    |
| 7.      | 2    | 6   | Niemcy                   | Rebekka Haase, Alexandra Burghardt, Gina Lückenkemper, Verena Sailer             | 42,64 | q,    |
| 8.      | 1    | 7   | Rosja                    | Marina Pantelejewa, Ksienija Ryżowa, Jelizawieta Diemirowa, Jekatierina Smirnowa | 43,09 | q     |
| 9.      | 2    | 4   | Brazylia                 | Bruna Farias, Franciela Krasucki, Vitória Cristina Rosa, Rosângela Santos        | 43,15 |       |
| 10.     | 1    | 3   | Chińska Republika Ludowa | Liang Xiaojing, Kong Lingwei, Lin Huijun, Wei Yongli                             | 43,18 |       |
| 11.     | 1    | 9   | Polska                   | Agata Forkasiewicz, Anna Kiełbasińska, Weronika Wedler, Marta Jeschke            | 43,20 | SB    |
| 12.     | 1    | 4   | Włochy                   | Giulia Riva, Irene Siragusa, Anna Bongiorni, Gloria Hooper                       | 43,22 | SB    |
| 13.     | 2    | 5   | Szwajcaria               | Marisa Lavanchy, Léa Sprunger, Mujinga Kambundji, Sarah Atcho                    | 43,38 |       |
| 14.     | 2    | 2   | Francja                  | Lénora Guion-Firmin, Stella Akakpo, Maroussia Paré, Céline Distel-Bonnet         | 43,58 | SB    |
| 15.     | 2    | 3   | Ukraina                  | Ołesia Powch, Natalija Strohowa, Chrystyna Stuj, Natalija Pyhyda                 | 43,59 |       |
| 16.     | 1    | 2   | Nigeria                  | Gloria Asumnu, Stephanie Kalu, Deborah Oluwaseun Odeyemi, Cecilia Francis        | 43,89 |       |

### Finał
| Pozycja | Tor | Państwo           | Zawodniczki                                                                         | Czas  | Uwagi        |
| ------- | --- | ----------------- | ----------------------------------------------------------------------------------- | ----- | ------------ |
| 01 !    | 6   | Jamajka           | Veronica Campbell-Brown, Natasha Morrison, Elaine Thompson, Shelly-Ann Fraser-Pryce | 41,07 | CR · WL · NR |
| 02 !    | 5   | Stany Zjednoczone | English Gardner, Allyson Felix, Jenna Prandini, Jasmine Todd                        | 41,68 | SB           |
| 03 !    | 4   | Trynidad i Tobago | Kelly-Ann Baptiste, Michelle-Lee Ahye, Reyare Thomas, Semoy Hackett                 | 42,03 | NR           |
| 4.      | 7   | Wielka Brytania   | Asha Philip, Dina Asher-Smith, Jodie Williams, Desiree Henry                        | 42,10 | NR           |
| 5.      | 3   | Niemcy            | Rebekka Haase, Alexandra Burghardt, Gina Lückenkemper, Verena Sailer                | 42,64 | SB           |
| 6.      | 9   | Kanada            | Crystal Emmanuel, Kimberly Hyacinthe, Isatu Fofanah, Khamica Bingham                | 43,05 |              |
| –       | 2   | Rosja             | Marina Pantelejewa, Ksienija Ryżowa, Jelizawieta Diemirowa, Anna Kukuszkina         | DNF   |              |
| –       | 8   | Holandia          | Nadine Visser, Dafne Schippers, Naomi Sedney, Jamile Samuel                         | DSQ   | R170.7       |